# New York Comic Con
La New York Comic Con est une convention de fans annuelle consacrée à la bande dessinée, aux romans graphiques, à l'anime, au manga, aux jeux vidéo, aux jouets, aux films et à la télévision. Le salon inauguré en 2006, se déroule à New York au Jacob K. Javits Convention Center sur la Onzième Avenue, en février ou avril jusqu'en 2009 et en octobre depuis 2010,,.